# Johnnie Taylor
Johnnie Harrison Taylor (5. května 1934 Crawfordsville, Arkansas – 31. května 2000 Dallas, Texas) byl americký zpěvák, skladatel a producent. Jeho hudební kariéra zahrnovala blues, rhythm and blues, soul, gospel, pop, doo-wop, disco.

## Diskografie
- Wanted: One Soul Singer - Stax 715 (1967)
- Who's Making Love... - Stax 2005 (1968)
- Raw Blues - Stax 2008 (1968)
- Rare Stamps - Stax 2012 (1968)
- The Johnnie Taylor Philosophy Continues - Stax 2023 (1969)
- One Step Beyond - Stax 2030 (1971)
- Taylored in Silk - Stax 3014 (1973)
- Super Taylor - Stax 5509 (1974)
- Eargasm - Columbia 33951 (1976)
- Rated Extraordinaire - Columbia 34401 (1977)
- Reflections - RCA APL1-2527 (1977)
- Disco 9000 - Columbia 35004 (1977)
- Ever Ready - Columbia 35340 (1978)
- She's Killing Me - Columbia 36061 (1979)
- A New Day - Columbia 36548 (1980)
- Just Ain't Good Enough - Beverly Glen 10001 (1982)
- This is Your Night - Malaco 7421 (1984)
- Wall to Wall - Malaco 7431 (1985)
- Lover Boy - Malaco 7440 (1987)
- In Control - Malaco 7446 (1988)
- Crazy 'Bout You - Malaco 7452 (1989)
- I Know It's Wrong But I... Just Can't Do Right - Malaco 7460 (1991)
- Real Love - Malaco 7472 (1993)
- Good Love! - Malaco 7480 (1996)
- Taylored to Please - Malaco 7488 (1998)
- Gotta Get the Groove Back - Malaco 7499 (1999)
- There's No Good in Goodbye - Malaco 7515 (2003)
- Live at the Summit Club - Stax/Fantasy 8628 (rec. 1972; rel. 2007)